# Maximiliano Pereira
Victorio Maximiliano „Maxi“ Pereira Páez, známý jako Maxi Pereira, (* 8. června 1984, Montevideo, Uruguay) je bývalý uruguayský fotbalový obránce. Účastník Mistrovství světa 2010 v Jihoafrické republice a Mistrovství světa 2014 v Brazílii.

## Klubová kariéra

### Benfica Lisabon
V roce 2007 podepsal kontrakt s Benficou Lisabon, kam přestoupil za 3 miliony eur z uruguayského celku Defensor Sporting.
V Evropské lize 2012/13 se s Benficou probojoval až do finále proti anglickému celku Chelsea FC. V semifinále 2. května v odvetném zápase s tureckým Fenerbahçe SK odehrál kompletní počet minut. Benfica zvítězila 3:1, smazala prohru 0:1 z prvního zápasu v Istanbulu a postoupila do finále, kde podlehla Chelsea FC 1:2.
S Benficou nepostoupil ze základní skupiny C do vyřazovacích bojů Ligy mistrů 2013/14, portugalský tým v ní obsadil třetí místo. Benfica nicméně pokračovala v Evropské lize 2013/14, kde se propracovala po roce opět do finále. V něm opět prohrála, tentokrát v penaltovém rozstřelu 2:4 (0:0 po prodloužení) se španělským týmem Sevilla FC. Maxi Pereira odehrál kompletní finálový duel.

## Reprezentační kariéra
Pereira debutoval v národním týmu Uruguaye 26. října 2005 v přátelském utkání s domácím Mexikem (prohra Uruguaye 1:3). Maximiliano odehrál první poločas.
Zúčastnil se Mistrovství světa 2010 konaného v Jihoafrické republice, kde Uruguay prohrála 6. července semifinále s Nizozemskem 2:3 (Pereira snižoval v nastaveném čase na konečných 2:3, byl to jeho první gól v národním týmu) a poté stejným výsledkem i zápas o třetí místo 10. července s Německem.
Hrál i na turnaji Copa América 2011, kde mužstvo Uruguaye vybojovalo svůj 15. titul, když ve finále porazilo tým Paraguaye 3:0.
Trenér Óscar Tabárez jej nominoval na Mistrovství světa 2014 v Brazílii.

### Reprezentační góly
Góly Maximiliana Pereiry za A-tým Uruguaye
| 010                       | 6. 7. 2010  | Green Point Stadium, Kapské Město, JAR        | Nizozemsko | 2:3 | 2:3 | MS 2010                        |
| 02                        | 10. 6. 2012 | Estadio Centenario, Montevideo, Uruguay       | Peru       | 2:0 | 4:2 | Kvalifikace na MS 2014         |
| 03                        | 10. 6. 2012 | Amman International Stadium, Ammán, Jordánsko | Jordánsko  | 0:1 | 0:5 | Kvalifikace na MS 2014 - baráž |
| Platí k 11. prosinci 2013 |             |                                               |            |     |     |                                |